# 仰韶文化

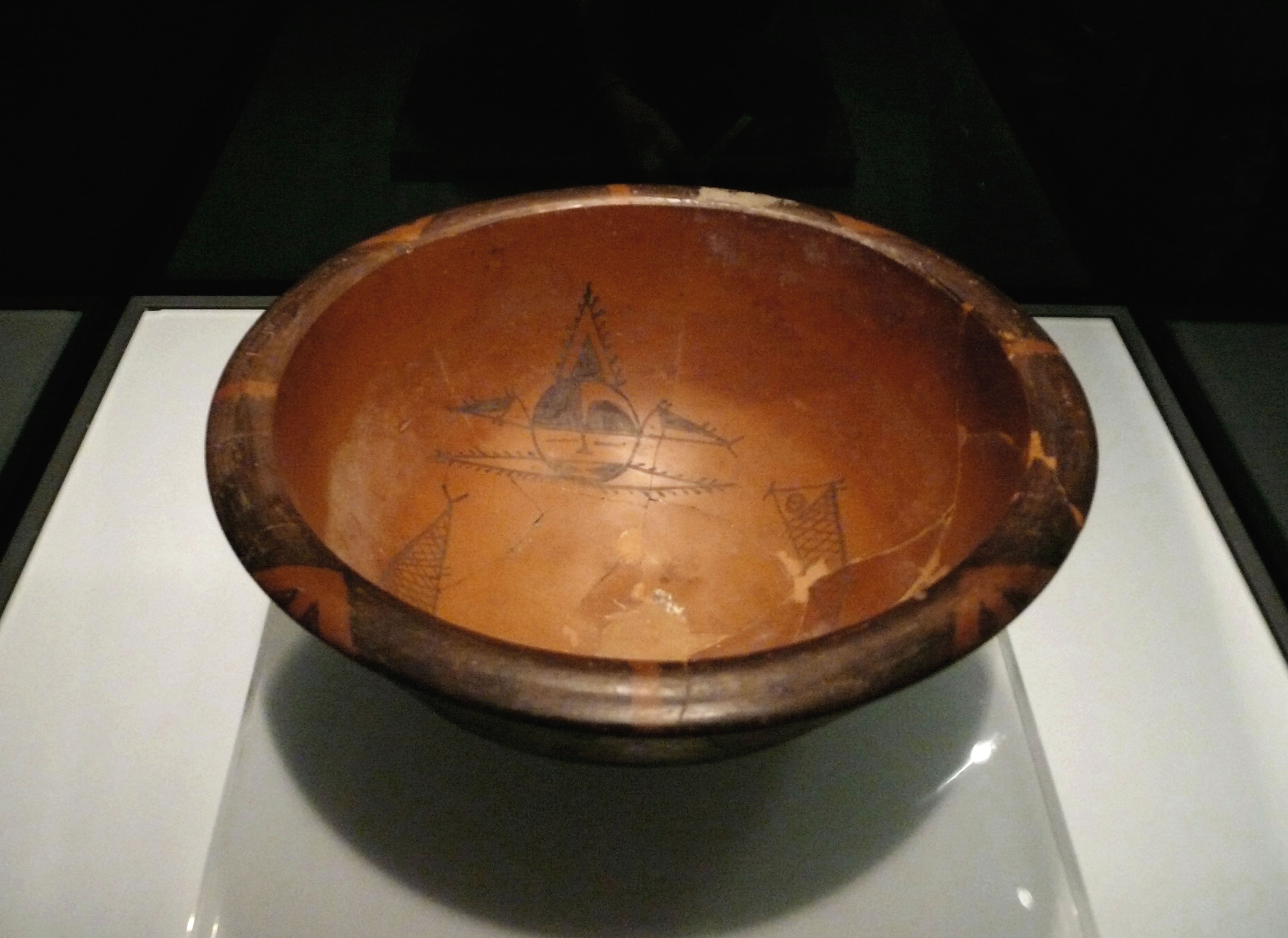
人面魚の描かれた陶器（半坡遺跡）

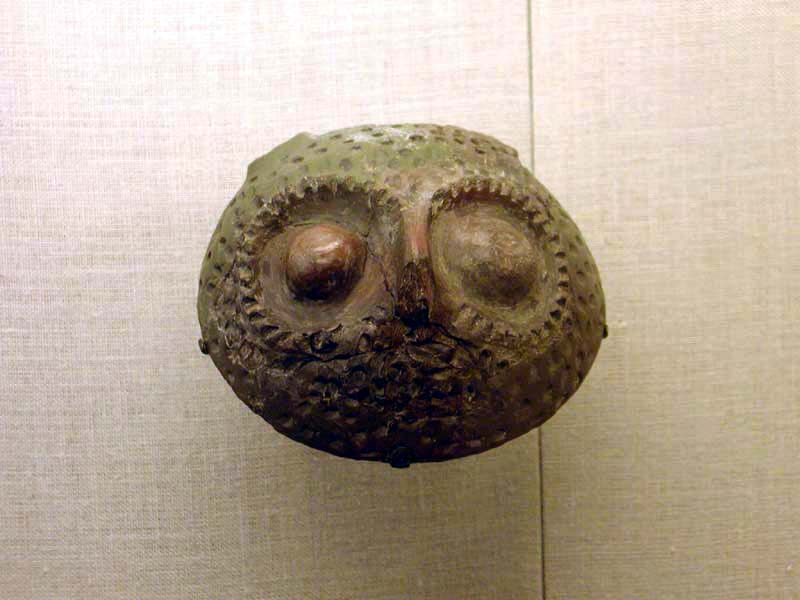
フクロウの面をかたどった像、仰韶文化の廟底溝期の陶器

仰韶文化の範囲を示した図

仰韶文化（ぎょうしょうぶんか、ヤンシャオぶんか、英: Yangshao culture、漢語ピンイン: Yǎngsháo wénhuà）は、中国の黄河中流全域に存在した新石器時代の文化である。仰韶文化の年代は紀元前5000年から紀元前2700年あたりである。この文化の名称は初めて出土した代表的な村である仰韶にちなんで付けられた。仰韶村遺跡はスウェーデン人のユハン・アンデショーンによって1921年に洛陽の澗河上流の河南省黽池県仰韶村（現在の三門峡市澠池県仰韶鎮）で発見された。この文化が主に栄えた地域は、河南省、陝西省および山西省である。

## 概要
仰韶の人々の自給自足生活はさまざまである。彼らは広く粟を耕作していた。麦や米を耕作していた村もあった。仰韶農業の正確な性質 -- 小規模な焼畑農業か永続的な農地での集約農業か、は現在議論の余地がある。しかしながら、Jiangzhiのような中期の仰韶集落には、余剰の穀物を格納するために使われた可能性のある高床式建築があった。彼らは豚や犬、そのほか羊、山羊、および牛などの動物（家畜）を飼っていたが、食用の肉の大部分は狩猟や漁業で得ていた。彼らの石器は研磨されており、非常に専門化されていた。仰韶の人々は原始的な形態の養蚕も実践していた可能性がある。
仰韶文化は彩陶で有名である。仰韶の職人は美しい白、赤、および黒の彩陶で人面、動物、および幾何学模様を作成した。後世の龍山文化と異なり、仰韶文化は土器の作成にろくろを使わなかった。発掘調査により、子供達が彩文土器のかめに埋葬されていたことが判明した。
西安に近い半坡村の考古学遺跡・半坡遺跡は、仰韶文化のもっとも有名な環濠集落（溝で囲まれた集落）の1つである。西安・臨潼区の姜寨と呼ばれるもう1つの主要な集落遺跡がその境界に発掘され、考古学者たちはこれらの集落が完全に環濠で取り囲まれていたことを確認した。これらの遺跡からは半坡文字と呼ばれる文字に近い記号も発見されている。
古人骨の遺伝子分析からは、北東部の6000-5000年前の遺骨からハプログループN (Y染色体)が確認されている（100％＝3/3）。ハプログループNは遼河文明人に高頻度で観察されるウラル系民族のタイプであり、仰韶文化北東部では隣接する遼河文明からの影響があったことが窺える。

## 段階
仰韶文化の重複する多数の段階のうち、もっとも有名で、土器のスタイルの違いに代表されるものは、以下の通りである:
- 半坡期、およそ紀元前4800年から紀元前4200年、中原
- 廟底溝期、およそ紀元前4000年から紀元前3000年、半坡の後継
- 馬家窯期、およそ紀元前3300年から紀元前2000年、甘粛省・青海省にて
- 半山期、およそ紀元前2700年から紀元前2300年、馬家窯の後継
- 馬廠期、およそ紀元前2400年から紀元前2000年